# Cigánytelep nyolctól négyig
A Cigánytelep nyolctól négyig (Dávid naplója) című könyv szerzője Kiss Dávid (1979–) szociális munkás, programkoordinátor; lektorálta Romhányi Tamás. A könyv 2011-ben jelent meg a Magyar Máltai Szeretetszolgálat kiadásában, a Közigazgatási és Igazságügyi Minisztérium Társadalmi felzárkózásért felelős államtitkárságának támogatásával. Dávid naplója a Jelenlét – módszertanmesék a telepi munkáról című könyv társkiadványa, amit jelez a két könyvet egybefogó, „Összetartozunk” feliratú papírszalag. 2020-ban a POKET Zsebkönyvek kiadványaként is megjelent.

## A könyv megírásának előzményei
A 400 lelkes monori cigánytelepen 2005 óta van jelen segítőként a Tabán Integrációs Programmal a Magyar Máltai Szeretetszolgálat. Vecsei Miklós a máltai Jelenlét programok vezetőjeként arra ösztönözte újonnan belépő munkatársát, a szerzőt, Kiss Dávidot, hogy telepi munkája során írjon le mindent, amit tapasztal, amit fontosnak talál. Az első időszak élményeinek leírásából született a könyv.

## Időszaka
A napló január 2-a, szerdától augusztus 11., hétfőig tartalmaz bejegyzéseket. A pontos évszámot nem adja meg a szerző, utólagos elmondása alapján 2007-ben zajlottak a naplóban történt események.
Január 8. /kedd 
Vesztemre ma csak délután értem ki a Tabánba. Az előző napi vízcsőmelegítés éjszakára érte el hatását, így az este nyitva hagyott csapból folyni kezdett a víz. Ez akár örömöt is okozhatott volna, de a kifolyó alján lévő lyuk miatt inkább árvizet okozott. Ötcentis víz fogadott a konténerben, a szőnyeg kb. 40 kg lett. Hívtuk a szerelőket, de közben épp arra járt a KÖVÁL főmérnöke egy szerelő kocsival. Egy bejelentés szerint a Cinka Panna utcában Trabantkerék van beszorulva egy csatornába. Ezt jött megnézni, mert ilyet még nem látott.…

## Szereplők
A könyv szereplői a saját nevükön megjelenített segítők (Dávid, János, Zsolti, Anikó nővér stb.) és a telepi lakosok, akiknek a nevét megváltoztatták.